# Tepui

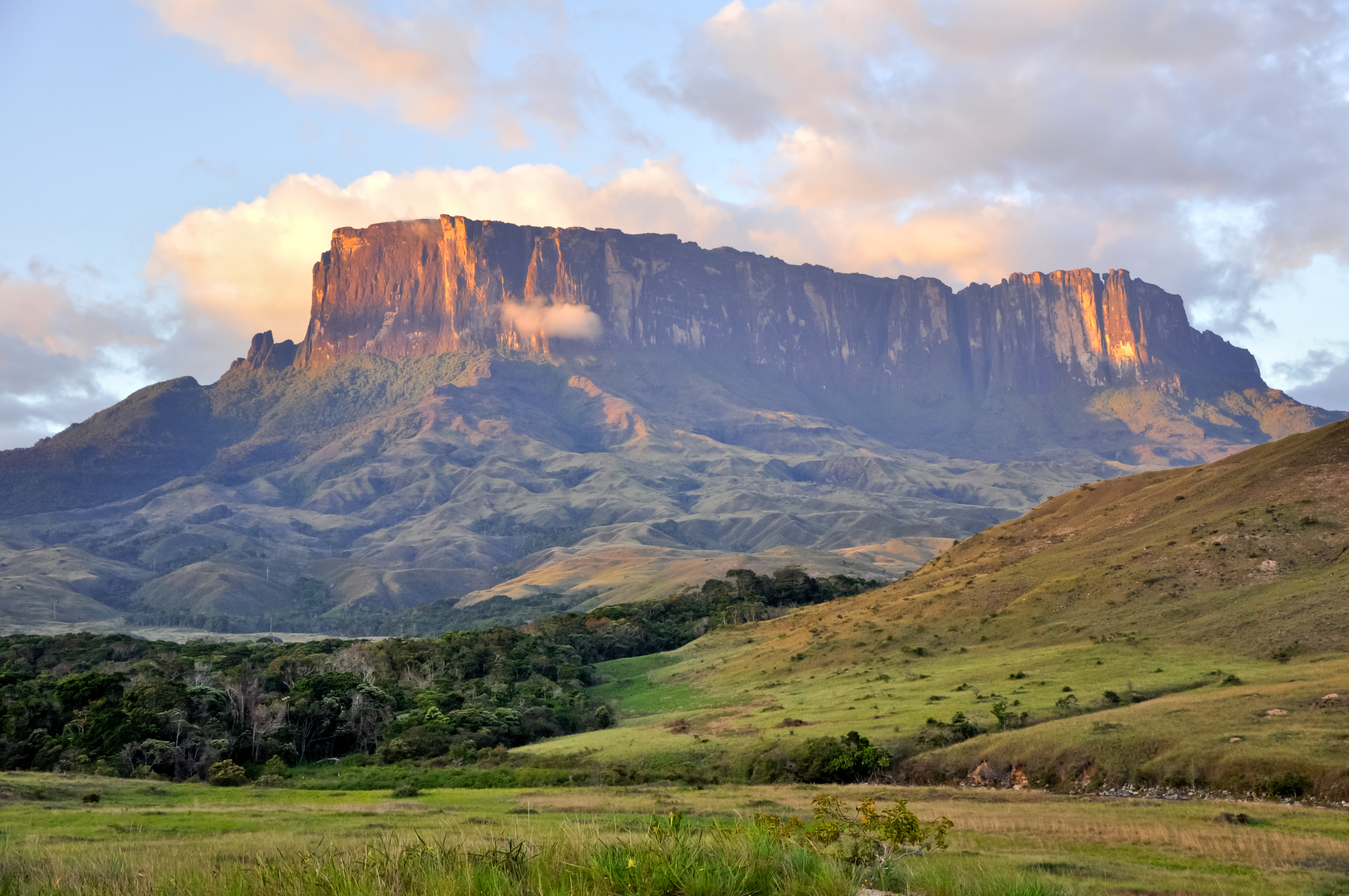
Kukenán-tepui

A tepui vagy tepuy Dél-Amerika guyanai-pajzsán, elsősorban Venezuelában és Guyana nyugati felén emelkedő táblahegy vagy mesa. A tepui szó jelentése a Gran Sabana (nagy szavanna) régióban élő bennszülött pemon nép nyelvén: az istenek háza.
A tepuik nem csoportosan, hanem többnyire elszigetelten emelkedő képződmények, emiatt egyedülálló endemikus növény- és állatvilágnak adnak otthont. A legjelentősebb tepuik: Neblina, Autana, Auyantepui és a Roraima-hegy. Ezek jellemzően prekambrium kori kvarcos arenit típusú homokkőből állnak, és páratlan természeti látványosságként emelkednek ki a dzsungelből. Az Auyantepuiról zuhog alá a világ legmagasabb vízesése, az Angel-vízesés.

## Morfológiája

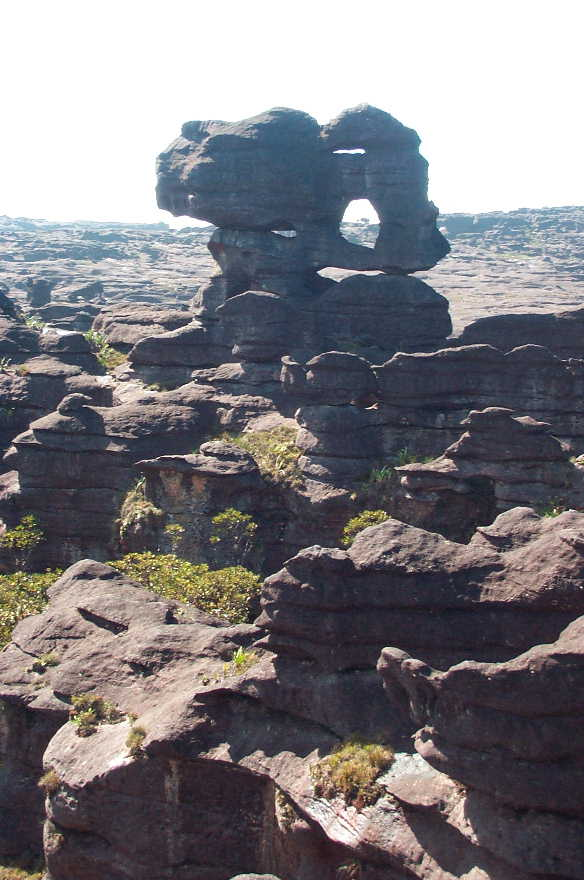
A Roraima-hegy fennsíkja. A különös sziklaalakzatot az erózió hozta létre

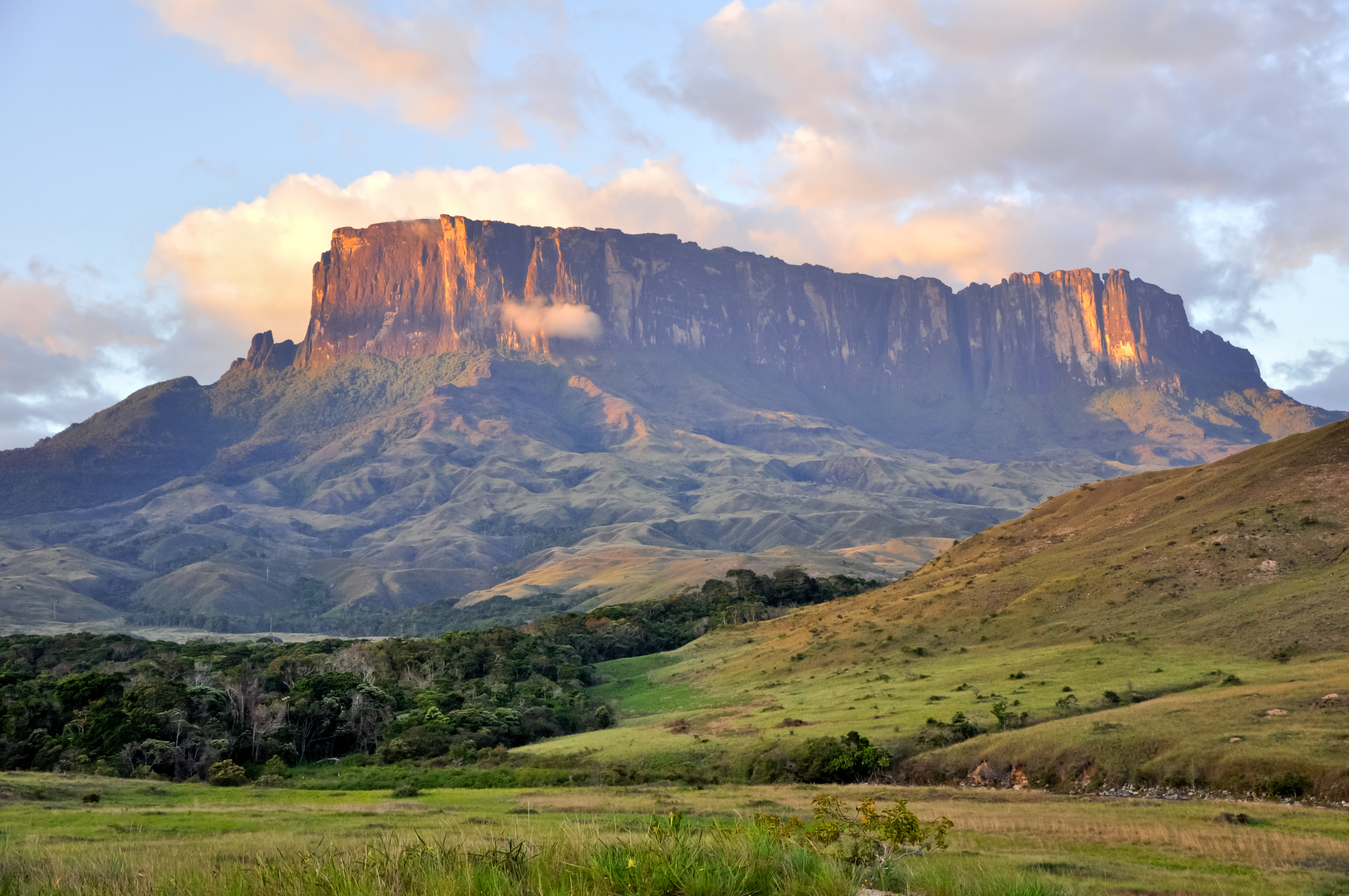
A Roraima-hegy

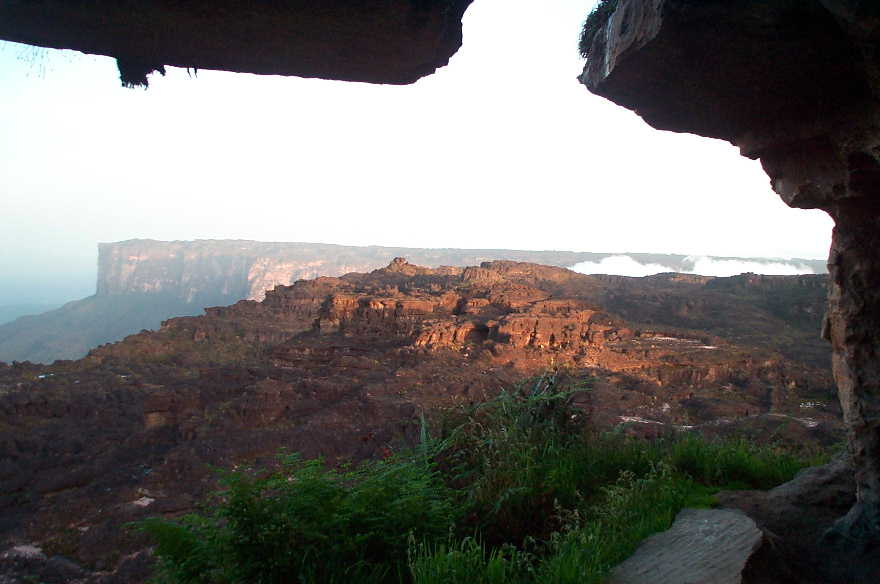
A Kukenán-tepui a Roraima-hegyről nézve

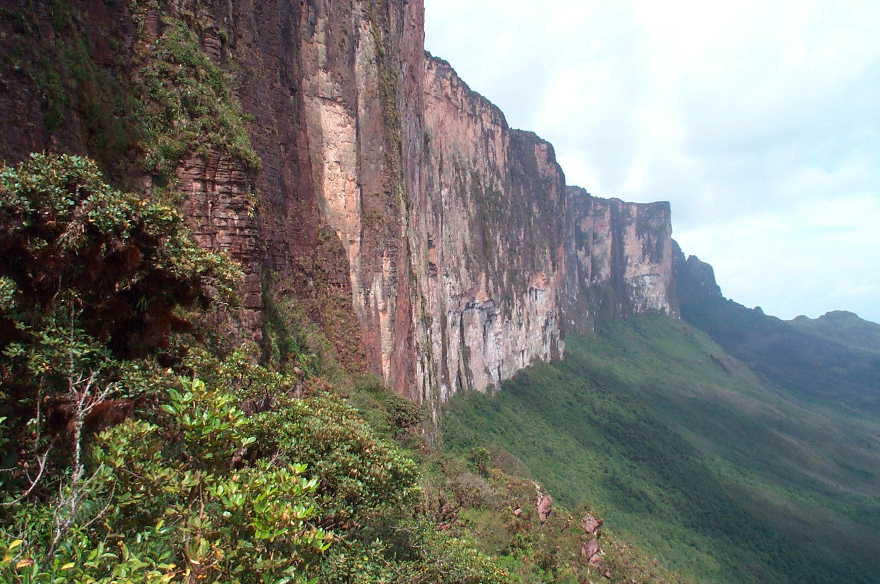
A Roraima-hegy meredek sziklafala

Ezek a táblahegyek egy hatalmas homokkő plató maradványai, mely egykor az Amazonas-medence és az Orinoco között az Atlanti-óceántól a Rio Negróig borította a kontinens gránitalapját. A földtörténeti korok során az erózió elkoptatta a platót, és a megmaradó kőzetből alakultak ki a tepuik.

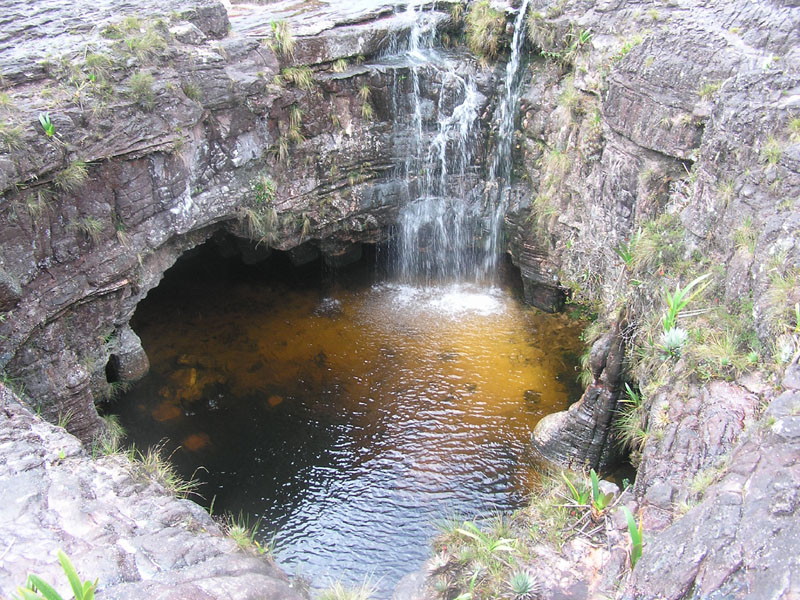
Víznyelő a Roraima-hegyen

A Gran Sabana területén, Venezuela délkeleti, Brazíliával és Guyanával határos részén, ahol a tepuik száma a legnagyobb, 115 ilyen mesa emelkedik. A meredek emelkedésű sziklaképződmények akár 1000 méter magasságba is szökhetnek a környező síkság fölé. A hegytetőket sokféle erdő borítja, melyekben orchideák, broméliák és húsevő növények virágzanak.
A tepuik magassága 1000–3000 m. Az Angel-vízesés, mely 979 méteres zuhatagával a világ legmagasabb vízesése, szintén egy tepuin ered.
Koruk miatt egyes tepuikon olyan felszíni és felszín alatti képződmények alakultak ki, melyek általában a karsztos területekre jellemzők, ahol a víz által jobban oldható kőzetek, például mészkő található. Itt található a világ legmélyebb kvarcit barlangja, a 671 méter mély Abismo Guy Collet. Egyes mesákon óriás víznyelők alakultak ki, melyek akár a 300 méteres átmérőt és a 300 m-es mélységet is elérhetik. A víznyelők a felszín alatti barlangok mennyezetének beszakadása következtében alakultak ki.

## Flóra és fauna
A tepuik platója teljes mértékben elszigetelődött a környező erdőktől, ezáltal ökológiai szigetek jöttek létre rajtuk. Magasságuk miatt klímájuk más, mint az alattuk fekvő erdőké. Fent hűvösebb a hőmérséklet, gyakoriak az esők, míg a tepui lábánál elterülő erdőkben trópusi, meleg és párás éghajlat uralkodik.
Az elszigeteltségbeli evolúció az évmilliók során endemikus növény- és állatvilág kialakulását eredményezte, melyet a tiszteletet parancsoló sziklafalak vágtak el a világ többi részétől. Egyes víznyelőkben olyan, csak az adott víznyelőre jellemző fajok élnek, melyek ezekben a „sziget a szigetben” képződményben fejlődtek ki. A tepuikat gyakran emlegetik a szárazföld Galápagos-szigeteinek is, mivel olyan fajok élnek rajtuk, melyek sehol máshol nam találhatók meg. A tepuik felszíne tápanyagban szegény, ami húsevő növények gazdag választékának kifejlődését eredményezte. Az időjárás mállasztotta sziklás fennsíkon nem alakult ki humuszréteg.
A feltételezések szerint a tepuikon élő endemikus fajok egy visszamaradott, hajdan gazdag növény- és állatvilágot képviselnek, mely vikariáns fajfejlődésen ment keresztül, amikor a földtörténet során a plató széttöredezett. Ugyanakkor a legújabb tanulmányok szerint a tepuik nincsenek annyira elszigetelve, mint azt korábban gondolták. Például a levelibékák egyik endemikus neme, a Tepuihyla a tepuik kialakulása után alakult ki, miután az alföldön már elterjedtek.
A tepuik, az „esőerdő feletti szigetek” nagy lehetőséget tárnak a kutatók elé, mivel számos olyan faj él rajtuk, melyeket még nem írtak le. Egyes hegyeket csaknem egész évben ködpaplan borít. Ezeknek felszínét korábban csak radarral tudták felderíteni.
Sok tepui található a venezuelai Canaima Nemzeti Park területén. A parkot az UNESCO 1994-ben a Világörökség részévé nyilvánította, mivel egyedülálló természeti jelenségek és képződmények előfordulási helye.

## A legjelentősebb tepuik
Néhány a legfontosabb tepuik közül:
- Auyantepui a legnagyobb tepui, területe 700 km². Az Angel-vízesés, a világ legmagasabb vízesése innen zuhan alá.
- Roraima-hegy vagy Roraima-tepui. A neves Dél-Amerika-kutató, Robert Schomburgk ihlette Arthur Conan Doyle skót író Az elveszett világ című regényét, mely egy történelem előtti világ felfedezéséről szól, ahol dinoszauruszok és ősi növények élnek. Venezuela, Brazília és Guyana határa a platón találkozik.
- Matawi Tepui, melyet Kukenán néven is ismernek, mivel ez a Kukenán folyó forrása. A hegyet a helyi pemon indiánok a „holtak helyének” nevezik.
- Autana Tepui 1300 m-re emelkedik az esőerdő fölé. Egy különleges barlang húzódik a hegy egyik oldalától a másikig.
- Ptari-tepui meredek sziklafalai miatt úgy vélik, hogy számos endemikus növény- és állatfaj található rajta.
- Sarisariñama tepui: csaknem szabályosan kör alakú víznyelőiről ismert, melyek közül a legnagyobb 350 m átmérőjű. A víznyelőkben egyedülálló növény- és állatfajokból álló ökoszisztéma alakult ki.[2]

## Fordítás
- Ez a szócikk részben vagy egészben  a   Tepui című angol Wikipédia-szócikk ezen változatának fordításán alapul.  Az eredeti cikk szerkesztőit annak laptörténete sorolja fel. Ez a jelzés csupán a megfogalmazás eredetét és a szerzői jogokat jelzi, nem szolgál a cikkben szereplő információk forrásmegjelöléseként.